# Ctenoplectron fasciatum
Ctenoplectron fasciatum là một loài bọ cánh cứng trong họ Tetratomidae. Loài này được Redtenbacher miêu tả khoa học năm 1868.